# Polymastia craticia
Polymastia craticia är en svampdjursart som beskrevs av Hallmann 1912. Polymastia craticia ingår i släktet Polymastia och familjen Polymastiidae.
Artens utbredningsområde är havet kring Australien. Inga underarter finns listade i Catalogue of Life.